# Sphingosine-1-phosphate
La sphingosine-1-phosphate (S1P) est un sphingolipide de signalisation cellulaire, encore décrit comme un médiateur lipidique bioactif. Les sphingolipides forment une classe de lipides caractérisée par un amino-alcool gras particulier, la sphingosine.

## Métabolisme
La sphingosine peut être libérée à partir des céramides sous l'action d'une enzyme, la céramidase. La phosphorylation de la sphingosine est catalysée par une autre enzyme, la sphingosine kinase, très répandue dans le cytosol et le réticulum endoplasmique de très nombreuses cellules. La sphingosine-1-phosphate peut être déphosphorylée par des sphingosine phosphatases et être irréversiblement dégradée par la sphingosine phosphate lyase.
La sphingosine-1-phosphate est ubiquitaire, retrouvée, aussi bien dans les plantes que dans le monde animal.

## Rôles
La sphingosine-1-phosphate est un médiateur lipidique véhiculé par le sang, notamment associée à la lipoprotéine de haute densité (HDL). Elle est plus abondante dans le plasma sanguin et dans la lymphe que dans les tissus, ce qu'on désigne habituellement sous le terme de « gradient de sphingosine-1-phosphate ». Elles sont notamment contenues dans les plaquettes sanguines et les hématies.
Considérée initialement comme un messager secondaire intracellulaire, elle s'est finalement avéré être un ligand pour la protéine S1PR1, un récepteur couplé à la protéine G. Les récepteurs de la sphingosine-1-phosphate appartiennent à la famille des récepteurs lysophospholipidiques. Cinq d'entre eux ont été décrits à ce jour. La plupart des effets biologiques de la sphingosine-1-phosphate sont produits à partir de récepteurs de la surface cellulaire.
La sphingosine-1-phosphate est importante à travers l'ensemble du corps humain et joue de surcroît un rôle déterminant dans le système immunitaire, où elle régule la circulation des lymphocyte B et lymphocyte T, et dans le système vasculaire, où elle régule l'angiogenèse ainsi que la stabilité et la perméabilité des vaisseaux sanguins.~

## Récepteurs
Chez l'être humain, il en existe cinq sous-types, appelés  S1PR1, S1PR2, S1PR3, S1PR4 et S1PR5.

## En médecine
L'angiogenèse provoquée par la S1P peut cependant faciliter l'extension de certains cancers.
La S1P semble jouer un rôle dans la déformation des hématies lors de la drépanocytose.
Elle interviendrait également dans la physiologie de la peau,.
Le ponsesimod est un antagoniste des récepteurs à la sphingosine-1-phosphate et est en cours de test dans la sclérose en plaques et le psoriasis. Le fingolimod et l'ozanimod sont, eux, des agonistes de ces mêmes récepteurs.